# سوکارنوچه ریور
سوکارنوچه ریور (به انگلیسی: Sucarnoochee River) رودخانه‌ای است که در ایالات متحده آمریکا جریان دارد.